# Lycophidion variegatum
Lycophidion variegatum – gatunek niewielkiego, jajorodnego, niejadowitego węża należącego do rodziny Lamprophiidae.
Osobniki tego gatunku osiągają rozmiary od 30 do 40 centymetrów. Najdłuższa zanotowana samica mierzyła 38,9 centymetra, samiec zaś 32,3 centymetra. Węże te mieszkają na terenach skalistych, ukryte w ciągu dnia pod kamieniami albo płytami skalnymi. Samica późnym latem składa kilka wydłużonych jaj.
Występuje w Afryce Południowej – w RPA, Eswatini, Zimbabwe, prawdopodobnie także w Zambii, Botswanie i Mozambiku.